# Macintosh Quadra 900

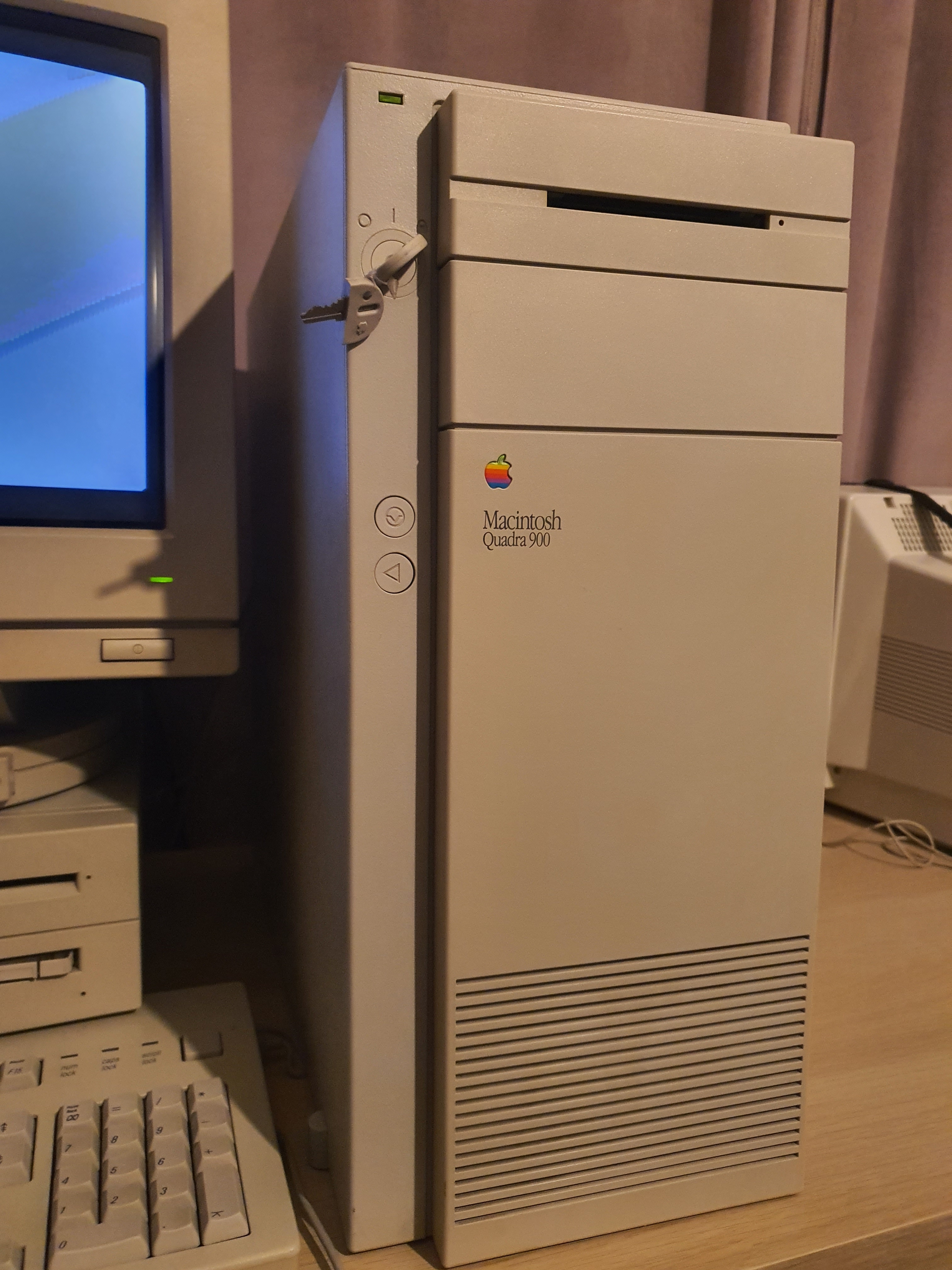
Macintosh Quadra 900

Macintosh Quadra 900 es un computador de Apple Inc. que fue lanzado junto con el Quadra 700 en 1991, y fue sucedido por el Quadra 950, es un computador de piso y proporciona el mismo rendimiento del Quadra 700, sin embargo posee mayor capacidad de expansión y almacenamiento así como características de seguridad.
Este computador corre el Sistema operativo System 7.

## Características técnicas[1]
- Procesador: 68040, con coprocesador matemático, PMMU, y arquitectura de caché de memoria de 8K incorporados.
- Velocidad: 25MHz.
- 'Memoria: 4MB de RAM expandible a 64MB.
- Almacenamiento:
  - Apple SuperDrive incorporada.
  - Espacio para hasta tres periféricos internos adicionales de media altura de 5,25 pulgadas;

unidad de disco floppy Apple SuperDrive; unidades de disco duro; unidades CD-ROM, y unidades para cartuchos de disco magneto-ópticos, o unidades de disco duro de otros fabricantes
- Capacidades de expansión: Cinco ranuras NuBus y una ranura directa para procesador 040; canal dual SCSI que soporta 7 dispositivos SCSI
- Puertos: Dos puertos seriales, un puerto ADB, un puerto de video, un puerto SCSI, y un puerto Ethernet.
- Sonido: Un puerto de entrada (monoaural), un puerto de salida (estéreo), un puerto de entrada de dos líneas; micrófono incluido.
- Interconección de red: AppleTalk y Ethernet incorporados.
- Otras características:
  - Video acelerado basado en VRAM
  - NuBus de alto rendimiento (ofrece dos veces el rendimiento NuBus de los sistemas Macintosh II).
  - Seguro electrónico de protección